# Die Bestie der Wildnis
Die Bestie der Wildnis (Originaltitel: Arrowhead) ist ein US-amerikanischer Western aus dem Jahr 1953 mit Charlton Heston und Jack Palance in den Hauptrollen. Das Drehbuch basiert auf dem Roman Adobe Walls von William Riley Burnett.

## Handlung
Texas im Jahr 1878. Fort Clark ist ein Posten der US-Kavallerie mitten im Gebiet der Apachen. Der Zivilscout Ed Bannon und sein Partner Sandy Mackinnon töten drei Chiricahua-Apachen und verhindern damit einen Friedensvertrag zwischen den Apachen und den Weißen. Bannon warnt Colonel Weybright vor dem Plan des Häuptlings Chattez, in ein Reservat in Florida umzusiedeln. Er traut den Indianern nicht und sieht in dem Plan ein Täuschungsmanöver. Da er als Kind unter Apachen aufgewachsen ist, glaubt er zu wissen, wie Indianer denken.
Als bekannt wird, dass der Häuptlingssohn Toriano, den Bannon kennt, von der Ostküste zurückkehrt, glaubt Bannon an eine List, da er weiß, dass er gefährlich ist. Weybright entlässt Bannon und wird kurze Zeit später bei einem Angriff der Apachen getötet. Bannon kehrt nach Fort Clark zurück, um sich der jungen Witwe Lela Wilson anzunähern, doch Lela ist mit Captain North befreundet und weist ihn ab. Sergeant Stone und andere Soldaten machen Bannon für den Ärger mit den Apachen verantwortlich und wollen ihn aus dem Fort vertreiben. Bannon bleibt jedoch und beginnt nun mit der halbmexikanisch-halbindianischen Waschfrau Nita eine Beziehung.
Während die beim Fort lebenden Indianer mit Namensschildern versehen und bewacht werden, kommt Toriano zum Fort. Bannons Vorbehalte gegen die Indianer bewahrheiten sich, als in der Nacht eine rebellierende Gruppe Apachen unter Toriano das Fort angreift. Am nächsten Morgen töten Bannon und Mackinnon Nitas Bruder Spanish, der zu Toriano hält. In einer leidenschaftlichen Ansprache an die Offiziere warnt Bannon noch einmal vor den Indianern, besonders Toriano, indem er unter anderem erzählt, wie skrupellos und blurtrünstig er ist und wie Toriano mit Hilfe anderer jahrelang versucht hat ihn umzubringen, weil er ihn deswegen stoppen wollte, weswegen er die Apachen verlassen und sich schließlich der Armee anschließen musste, um sich vor ihm schützen zu können. So legt er ihnen dar, wie unmöglich ein Friede mit ihnen sei solange sie nicht besiegt sind. In der folgenden Nacht versucht Nita Bannon zu töten, doch er kann sie ergreifen. Er beschuldigt sie, für Toriano zu spionieren und will sie einsperren lassen. Doch Nita, die es hasst eingesperrt zu werden, ergreift daraufhin ihr Messer und tötet sich selber.
Captain North begibt sich mit einer Abteilung zu Friedensverhandlungen mit den Apachen und geraten in einen Hinterhalt von Toriano. Bei dem Gefecht kommt die Hälfte der Soldaten ums Leben, werden aber von Bannon mit einer List gerettet. In der Erkenntnis, dass Bannon mit seinen Ansichten über die Indianer richtig lag, übergibt Captain North Bannon daraufhin das Kommando für einen Angriff an Toriano. Als solcher nutzt er seine Kenntnisse der indianischen Taktik und kann so mit seinen Männern die Apachen zurückschlagen, aber nicht besiegen. Während der Kämpfe erkennt er aber, dass Toriano das Hauptproblem ist, da er die Indianer zu diesem Benehmen manipuliert hat mit Hilfe einer Prophezeiung, an die er sich in der Zwischenzeit wieder erinnern kann. Dabei hat sich Toriano vor den Indianern wie den Helden dieser Prophezeiung präsentiert, der vom Osten kommen würde, um sie von den Weißen zu befreien, damit sie glauben sollten er sei dieser Held. 
Deshalb sorgt er dafür, dass es zu einem öffentlichen Zweikampf auf Leben und Tod zwischen den beiden kommen muss. In diesem Kampf Mann gegen Mann tötet Bannon Toriano. Erkennend, dass Toriano ein Betrüger war und wie falsch es war sein Weg zu beschreiten, willigen die rebellischen Indianer daraufhin ein, ernste Friedensverhandlungen mit den Weißen zu führen.

## Kritik
Das Lexikon des internationalen Films über den Film: „Trotz guter Darsteller und bemerkenswertem Einsatz der Technicolor-Farben eher ein Durchschnittswestern mit den gängigen Feindbildern.“
Die Filmzeitschrift Cinema schrieb, „Kritiker sahen den Western als reaktionäre Ausgeburt der McCarthy-Ära.“ Das Fazit lautete daher: „Umstritten, aber packend inszeniert“.
Bosley Crowther von der New York Times bezeichnet den Film als monoton, was auf Vorurteile des Produzenten gegenüber Indianern zurückzuführen sei. Der Film sei weder gut noch spannend.

## Hintergrund
Die Uraufführung fand am 3. August 1953 statt. In Deutschland erschien der Film erstmals am 12. Oktober 1954. Gedreht wurde an Originalschauplätzen in der Nähe von Bracketville, Texas.
Eine kleine Rolle als Kavallerist spielt der Stuntman und Schauspieler Richard Farnsworth. Für Brian Keith war es der erste Film, bei dem er im Abspann genannt wurde. Für die Ausstattung sorgten u. a. Szenenbildner Hal Pereira und Dekorateur Sam Comer. Die Kostüme stammten von Edith Head.
Laut Abspann ist die Figur des Ed Bannon an den deutschstämmigen Soldaten, Scout und Dolmetscher Albert Sieber (1843–1907) angelehnt.